# Juan José de Vértiz y Salcedo
Juan José de Vértiz y Salcedo (Mérida, 1718 – Madrid, 1798) è stato un politico spagnolo.
Governatore del Río de la Plata dal 1770 al 1776, fu nominato viceré nel 1778. Conquistatore della Patagonia, cessò gli incarichi nel 1784. Durante il suo mandato fu effettuato il primo censimento della popolazione di Buenos Aires.